# Сојкинско полуострво
Сојкинско полуострво или Сојкино (рус. Сойкинский полуостров, Со́йкино; фин. Soikkola) малено је полуострво површине 624 км² на крајњем северозападу европског дела Руске Федерације. Полуострво се налази у западном делу Лењинградске области и целом својом територијом административно припада Кингисепшком општинском рејону.
Полуострво је са три стране окружено водама Финског залива Балтичког мора, односно његовим мањим заливима: Копорским на истоку и Лушким на западу. Најистуренија тачка полуострва је рт Колганпја. Максимална надморска висина је 136 метара.
Име полуострва изведено је од ижорске речи soikkola која означава полуострво. Према демографским подацима из 2015. на полуострву је живело укупно 1.861 становника, или у просеку 2,98 ст/км². Најважније насеље на острву је село Вистино.